# 刘正维
刘正维（1931年3月—2020年11月26日），男，湖南湘阴人，中国民族音乐理论家、作曲家、音乐教育家，武汉音乐学院教授、硕士生导师。

## 生平
1931年3月生于湖南省湘阴县。长沙市雅礼中学毕业后回到家乡的平民小学教书。1948年，在国文老师朱迪康的指点下，他赴武汉报考中原大学政治学院，6个月后分配至文艺学院文工团，参与演出等《九尾狐》歌剧。1953年，中原大学文艺学院、华南人民文学艺术学院和广西省立艺术专科学校合并组建中南音乐专科学校，他和大多数同学一样，开始读大学一年级。1956年毕业于中南音乐专科学校作曲系。1956年2月22日，参加全省曲艺汇演，以湖北渔鼓获第一名。汇演结束后，他服从分配，留校作曲系担任秘书。1956年进京参加全国职工曲艺汇演，以渔鼓《洪湖渔歌》获得音乐一等奖。1958年，在东湖宾馆为毛泽东演唱渔鼓《洪湖人民爱革命》。
他在湖北艺术学院（1985年改称武汉音乐学院）从事民族音乐理论研究和教学工作，在戏曲声腔分类、曲调考证、音乐形态以及对中国民族音乐形态学的体系有深入研究。历任武汉音乐学院民族音乐研究室主任，湖北省音乐家协会民族音乐委员会副主任，湖北省曲艺家协会常务理事，湖北省高级职务评审委员会委员，中国戏曲音乐学会常务理事，中国戏曲音乐理论研究会副会长，中国传统音乐学会常务理事，湖北戏曲音乐学会会长，《中国民族民间器乐曲集成·湖北卷》常务副主编。曾获湖北省音乐家协会“金编钟终身成就奖”、文化部第七届“区永熙优秀音乐教育奖”等多项荣誉。
2016年，他从教学一线退下，开始在家潜心研究，并在《音乐研究》《中国音乐》等核心期刊发表若干论文。2020年11月26日11时20分在武汉家中逝世。

## 出版物
- . 武汉: 长江文艺出版社. 1985.
- . 中国当代音乐家丛书. 北京: 中国文联出版社. 1999. ISBN 7-5059-3392-2.
- . 北京: 中央音乐学院出版社. 2004. ISBN 7-81096-068-7.
- . 21世纪新音乐理论丛书. 重庆: 西南师范大学出版社. 2005. ISBN 7-5621-3040-X.
- . 重庆: 西南师范大学出版社. 2007. ISBN 978-7-5621-3907-2.
- . 武汉: 武汉出版社. 2011. ISBN 978-7-5430-5759-3.
- . 重庆: 西南师范大学出版社. 2016. ISBN 978-7-5621-7355-7.

## 家庭
夫人陈玛珊，华南人民文艺学院音乐部（1953年并入中南音乐专科学校）校友，与刘正维是同班同学。